# Atletica leggera ai Giochi della IX Olimpiade - 400 metri ostacoli

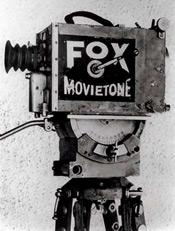
Video della Finale (durata: 1'15")

La competizione dei 400 metri ostacoli di atletica leggera ai Giochi della IX Olimpiade si tenne i giorni 29 e 30 luglio 1928 allo Stadio Olimpico di Amsterdam.

## L'eccellenza mondiale
| Record olimpico         | 53"8 1924   | Erik Wilén      | Presente |
| Co-primatista europeo   | 53"8 = 1925 | Sten Pettersson | Presente |
| Vincitore selezioni USA | 52"0        | Morgan Taylor   | Presente |

## Risultati
| 6 Batterie   | 29 luglio | 25 partenti   | Si qualificano i primi 2. |
| 2 Semifinali | 29 luglio | 6 + 6         | Si qualificano i primi 3. |
| Finale       | 30 luglio | 6 concorrenti |                           |

Il favorito è il campione uscente Morgan Taylor.

Nelle batterie l'olimpionico batte il record olimpico con 53”4.

Ma in finale non si ripete. Il titolo va all'inglese David Burghley, che eguaglia anche il suo record.

### Batterie
| Pos. | Concorrente           | Nazione       | Tempo  |
| ---- | --------------------- | ------------- | ------ |
| 1    | David Burghley        | Gran Bretagna | 57"0   |
| 2    | Robert Maxwell        | Stati Uniti   | 57"2   |
| 3    | Evangelos Moiropoulos | Grecia        | 58"4   |
| 4    | André Adelheim        | Francia       | 59"2   |
| 5    | Herman Larsen         | Danimarca     | 1'00"0 |

| Pos. | Concorrente       | Nazione       | Tempo |
| ---- | ----------------- | ------------- | ----- |
| 1    | Johnny Gibson     | Stati Uniti   | 57"0  |
| 2    | Frederick Chauncy | Gran Bretagna |       |
| 3    | Émile Swinnen     | Belgio        |       |
| -    | Pierre Arnaudin   | Francia       | Rit.  |

| Pos. | Concorrente      | Nazione       | Tempo |
| ---- | ---------------- | ------------- | ----- |
| 1    | Roger Viel       | Francia       | 56"2  |
| 2    | Thomas Learmonth | Gran Bretagna | 56"4  |
| 3    | Jukka Matilainen | Finlandia     | 56"7  |
| 4    | Alf Watson       | Australia     | 57"8  |

| Pos. | Concorrente     | Nazione     | Tempo |
| ---- | --------------- | ----------- | ----- |
| 1    | Morgan Taylor   | Stati Uniti | 55"2  |
| 2    | Erik Wilén      | Finlandia   | 56"5  |
| 3    | Erik Kjellström | Svezia      | 56"6  |

| Pos. | Concorrente        | Nazione       | Tempo |
| ---- | ------------------ | ------------- | ----- |
| 1    | Sten Pettersson    | Svezia        | 55"8  |
| 2    | Stefan Kostrzewski | Polonia       | 56"0  |
| 3    | Lance Percival     | Gran Bretagna |       |

| Pos. | Concorrente        | Nazione          | Tempo |
| ---- | ------------------ | ---------------- | ----- |
| 1    | Frank Cuhel        | Stati Uniti      | 54"6  |
| 2    | Luigi Facelli      | Italia           | 55"1  |
| 3    | Louis Lundgren     | Danimarca        | 55"9  |
| 4    | Warren Montabone   | Canada           | 56"5  |
| 5    | Édouard Max-Robert | Francia          |       |
| 6    | Abdul Hamid        | India Britannica |       |

### Semifinali
| Pos. | Concorrente        | Nazione       | Tempo |
| ---- | ------------------ | ------------- | ----- |
| 1    | Morgan Taylor      | Stati Uniti   | 53"4  |
| 2    | Frank Cuhel        | Stati Uniti   | 53"6  |
| 3    | David Burghley     | Gran Bretagna | 53"9  |
| 4    | Roger Viel         | Francia       | 57"6  |
| 5    | Stefan Kostrzewski | Polonia       | 58"0  |
| 6    | Frederick Chauncy  | Gran Bretagna |       |

| Pos. | Concorrente      | Nazione       | Tempo |
| ---- | ---------------- | ------------- | ----- |
| 1    | Thomas Learmonth | Gran Bretagna | 54"0  |
| 2    | Luigi Facelli    | Italia        | 54"2  |
| 3    | Sten Pettersson  | Svezia        | 54"3  |
| 4    | Johnny Gibson    | Stati Uniti   | 54"4  |
| 5    | Erik Wilén       | Finlandia     | 54"5  |
| 6    | Robert Maxwell   | Stati Uniti   |       |

### Finale
È ufficializzato solo il tempo del primo classificato.
| Pos.    | Corsia | Atleta           | Atleta | Nazione       | Tempo ufficiale | Tempo ufficioso |
| ------- | ------ | ---------------- | ------ | ------------- | --------------- | --------------- |
| Oro     | 5      | David Burghley   | 23     | Gran Bretagna | 53"4            |                 |
| Argento | 1      | Frank Cuhel      | 24     | Stati Uniti   |                 | 53"6            |
| Bronzo  | 3      | Morgan Taylor    | 25     | Stati Uniti   |                 | 53"6            |
| 4       | 2      | Sten Pettersson  | 26     | Svezia        |                 | 53"8            |
| 5       | 6      | Thomas Learmonth | 22     | Gran Bretagna |                 | 54"2            |
| 6       | 4      | Luigi Facelli    | 30     | Italia        |                 | 55"8            |

Lord Burghley avrà una brillante carriera da dirigente sportivo, arrivando alla carica di presidente dell'IAAF e vicepresidente del CIO.

Frank Cuhel avrà invece un destino avverso: morirà nel 1943 nell'affondamento di una nave sul fiume Tago, in Portogallo.